# Liga I
Liga I (oficiálně Casa Liga 1) je nejvyšší rumunská fotbalová soutěž, hraná od roku 1909. V současnosti se jí účastní 16 klubů. Nejvíce titulů získal klub FCSB, s 26 tituly.

## Název
Současný název nese liga od sezony 2006/07. Předtím se jmenovala Divizia A, ale svůj název musela změnit kvůli tomu, že Divizia A byla už dříve zaregistrovaná obchodní značka.

## Hrací systém
Do sezóny 2014/15 hrálo v soutěži 18 mužstev, které hrály každý s každým jednou doma a jednou venku. Od sezóny 2015/16 došlo k zúžení ligy na 14 týmů a zavedení play off. K zúžení došlo jednoduše tak, že v sezóně 2014/15 ze soutěže sestupovalo 6 klubů. V novém systému se po odehrání 26 kol (každý s každým, jednou doma, jednou venku) liga rozdělí na 2 skupiny, na skupinu bojující o titul (6 týmů) a skupinu bojující o záchranu (8 týmů). Body všech klubů se vydělí dvěma (zaokrouhleno nahoru) a pak opět hrají každý s každým, jednou doma, jednou venku s týmy se soupeři s příslušné skupiny. Mužstva bojující o titul tak sehrají oproti základní části 10 utkání navíc (celkem v sezóně 36), mužstva bojující o záchranu dokonce o 14 navíc (celkem 40). Od sezóny 2020/21 hraje v soutěži 16 týmů.

## Mistři
- 1909: CS Olympia Bukurešť (1. titul)
- 1910/11: CS Olympia Bukurešť (2)
- 1911/12: United Ploješť (1)
- 1912/13: Colentina AC Bukurešť (1)
- 1913/14: Colentina AC Bukurešť (2)
- 1914/15: Româno-Americana FC Bukurešť (1)
- 1915/16: FC Prahova Ploješť (2)
- 1916–1919: se nehrálo
- 1919/20: AS Venus Bukurešť (1)
- 1920/21: Tricolor Bukurešť (1)
- 1921/22: Chinezul Temešvár (1)
- 1922/23: Chinezul Temešvár (2)
- 1923/24: Chinezul Temešvár (3)
- 1924/25: Chinezul Temešvár (4)
- 1925/26: Chinezul Temešvár (5)
- 1926/27: Chinezul Temešvár (6)
- 1927/28: Colțea Brašov (1)
- 1928/29: AS Venus Bukurešť (2)
- 1929/30: Juventus Bukurešť (1)
- 1930/31: CSM Rešice (1)
- 1931/32: AS Venus Bukurešť (3)
- 1932/33: FC Ripensia Temešvár (1)
- 1933/34: AS Venus Bukurešť (4)
- 1934/35: FC Ripensia Temešvár (2)
- 1935/36: FC Ripensia Temešvár (3)
- 1936/37: AS Venus Bukurešť (5)
- 1937/38: FC Ripensia Temešvár (4)
- 1938/39: AS Venus Bukurešť (6)
- 1939/40: AS Venus Bukurešť (7)
- 1940/41: Tricolor Bukurešť (2)
- 1941–1946: se nehrálo
- 1946/47: FC UTA Arad (1)
- 1947/48: FC UTA Arad (2)
- 1948/49: CA Oradea (1)
- 1949/50: FC UTA Arad (3)
- 1950: FC Steaua Bukurešť (1)
- 1951: FC Steaua Bukurešť (2)
- 1952: FC Steaua Bukurešť (3)
- 1953: FC UTA Arad (4)
- 1954: FC Dinamo Bukurešť (1)
- 1955: FC Steaua Bukurešť (4)
- 1957/58: FC Petrolul Ploješť (2)
- 1958/59: FC Petrolul Ploješť (3)
- 1959/60: FC Steaua Bukurešť (5)
- 1960/61: FC Steaua Bukurešť (6)
- 1961/62: FC Dinamo Bukurešť (2)
- 1962/63: FC Dinamo Bukurešť (3)
- 1963/64: FC Dinamo Bukurešť (4)
- 1964/65: FC Dinamo Bukurešť (5)
- 1965/66: FC Petrolul Ploješť (4)
- 1966/67: FC Rapid Bukurešť (1)
- 1967/68: FC Steaua Bukurešť (7)
- 1968/69: FC UTA Arad (5)
- 1969/70: FC UTA Arad (6)
- 1970/71: FC Dinamo Bukurešť (6)
- 1971/72: FC Argeș Pitešť (1)
- 1972/73: FC Dinamo Bukurešť (7)
- 1973/74: CS Universitatea Craiova (1)
- 1974/75: FC Dinamo Bukurešť (8)
- 1975/76: FC Steaua Bukurešť (8)
- 1976/77: FC Dinamo Bukurešť (9)
- 1977/78: FC Steaua Bukurešť (9)
- 1978/79: FC Argeș Pitešť (2)
- 1979/80: CS Universitatea Craiova (2)
- 1980/81: CS Universitatea Craiova (3)
- 1981/82: FC Dinamo Bukurešť (10)
- 1982/83: FC Dinamo Bukurešť (11)
- 1983/84: FC Dinamo Bukurešť (12)
- 1984/85: FC Steaua Bukurešť (10)
- 1985/86: FC Steaua Bukurešť (11)
- 1986/87: FC Steaua Bukurešť (12)
- 1987/88: FC Steaua Bukurešť (13)
- 1988/89: FC Steaua Bukurešť (14)
- 1989/90: FC Dinamo Bukurešť (13)
- 1990/91: CS Universitatea Craiova (4)
- 1991/92: FC Dinamo Bukurešť (14)
- 1992/93: FC Steaua Bukurešť (15)
- 1993/94: FC Steaua Bukurešť (16)
- 1994/95: FC Steaua Bukurešť (17)
- 1995/96: FC Steaua Bukurešť (18)
- 1996/97: FC Steaua Bukurešť (19)
- 1997/98: FC Steaua Bukurešť (20)
- 1998/99: FC Rapid Bukurešť (2)
- 1999/00: FC Dinamo Bukurešť (15)
- 2000/01: FC Steaua Bukurešť (21)
- 2001/02: FC Dinamo Bukurešť (16)
- 2002/03: FC Rapid Bukurešť (3)
- 2003/04: FC Dinamo Bukurešť (17)
- 2004/05: FC Steaua Bukurešť (22)
- 2005/06: FC Steaua Bukurešť (23)
- 2006/07: FC Dinamo Bukurešť (18)
- 2007/08: CFR Kluž (1)
- 2008/09: FC Unirea Urziceni (1)
- 2009/10: CFR Kluž (2)
- 2010/11: FC Oțelul Galac (1)
- 2011/12: CFR Kluž (3)
- 2012/13: FC Steaua Bukurešť (24)
- 2013/14: FC Steaua Bukurešť (25)
- 2014/15: FC Steaua Bukurešť (26)
- 2015/16: FC Astra Giurgiu (1)
- 2016/17: FC Viitorul Constanța (1)
- 2017/18: CFR Kluž (4)
- 2018/19: CFR Kluž (5)
- 2019/20: CFR Kluž (6)
- 2020/21: CFR Kluž (7)
- 2021/22: CFR Kluž (8)
- 2022/23: FCV Farul Constanța (1)
- 2023/24: FC Steaua Bukurešť (27)

## Nejlepší kluby v historii - podle počtu titulů
| Vítězové nejvyšší ligové soutěže |        | |
| Klub                             | Tituly | Vítězné ročníky |
| FCSB                             | 27     | 1951, 1952, 1953, 1956, 1959/60, 1960/61, 1967/68, 1975/76, 1977/78, 1984/85, 1985/86, 1986/87, 1987/88, 1988/89, 1992/93, 1993/94, 1994/95, 1995/96, 1996/97, 2000/01, 2004/05, 2005/06, 2012/13, 2013/14, 2014/15, 2023/24 |
| FC Dinamo Bukurešť               | 18     | 1955, 1961/62, 1962/63, 1963/64, 1964/65, 1970/71, 1972/73, 1974/75, 1976/77, 1981/82, 1982/83, 1983/84, 1989/90, 1991/92, 1999/00, 2001/02, 2003/04, 2006/07                                                                |
| AS Venus Bukurešť                | 8      | 1919/20, 1928/29, 1931/32, 1933/34, 1936/37, 1938/39, 1939/40 |
| CFR Kluž                         | 8      | 2007/08, 2009/10, 2011/12, 2017/18, 2018/19, 2019/20, 2020/21, 2021/22, |
| Chinezul Temešvár                | 6      | 1921/22, 1922/23, 1923/24, 1924/25, 1925/26, 1926/27 |
| UTA Arad                         | 6      | 1946/47, 1947/48, 1950, 1954, 1968/69, 1969/70 |
| FC Ripensia Temešvár             | 4      | 1932/33, 1934/35, 1935/36, 1937/38 |
| CS Universitatea Craiova         | 4      | 1973/74, 1979/80, 1980/81, 1990/91 |
| FC Petrolul Ploješť              | 3      | 1929/30, 1957/58, 1958/59, 1965/66 |
| FC Rapid Bukurešť                | 3      | 1966/67, 1998/99, 2002/03 |
| FC Argeș Pitešť                  | 2      | 1971/72, 1978/79 |
| Colentina Bukurešť               | 2      | 1912/13, 1913/14 |
| Olympia Bukurešť                 | 2      | 1909, 1910/11 |
| FC Astra Giurgiu                 | 1      | 2015/16 |
| CA Oradea                        | 1      | 1948/49 |
| FC Oțelul Galac                  | 1      | 2010/11 |
| Colțea Brašov                    | 1      | 1927/28 |
| Prahova Ploješť                  | 1      | 1915/16 |
| CSM Rešice                       | 1      | 1930/31 |
| Româno-Americană Bukurešť        | 1      | 1914/15 |
| Unirea Tricolor Bukurešť         | 1      | 1940/41 |
| FC Viitorul Constanța            | 1      | 2016/17 |
| FC Unirea Urziceni               | 1      | 2008/09 |
| United Ploješť                   | 1      | 1911/12 |
| FCV Farul Constanța              | 1      | 2022/23 |